# 11571 Daens
11571 Daens è un asteroide della fascia principale. Scoperto nel 1993, presenta un'orbita caratterizzata da un semiasse maggiore pari a 3,0679608 UA e da un'eccentricità di 0,2391437, inclinata di 2,87412° rispetto all'eclittica.